# Litsea pringlei
Litsea pringlei är en lagerväxtart som beskrevs av Harley Harris Bartlett. Litsea pringlei ingår i släktet Litsea och familjen lagerväxter. Inga underarter finns listade i Catalogue of Life.